# Emile Berliner
Emile Berliner hay Emil Berliner (ngày 20 tháng 5 năm 1851 – ngày 3 tháng 8 năm 1929) là một nhà phát minh người Đức gốc Do Thái. Ông được biết đến với vai trò là người phát triển máy quay đĩa. Ông đã sáng lập The Berliner Gramophone Company (Công ty Máy quay đĩa Berliner) năm 1895, The Gramophone Company (Công ty Máy quay đĩa) tại Luân Đôn, Anh vào năm 1897, Deutsche Grammophon tại Hanover, Đức năm 1898 và Berliner Gram-o-phone Company tại Montreal, Canada năm 1899

## Cuộc sống và sự nghiệp
Berliner được sinh tại Hanover, Đức năm 1851 trong một gia đình thương gia người Do Thái. Từ nhỏ, ông được học để trở thành một thương gia theo truyền thống của gia đình, trong khi sở thích thực sự của ông lại là phát minh. Sau khi học xong, ông làm kế toán. Để tránh khỏi việc tham gia vào Chiến tranh Pháp-Phổ, Berliner đã di cư sang Mỹ năm 1870 cùng người bạn của cha ông, chủ nhân của cửa hàng mà ông đã làm việc tại Washington, D.C.. Sau đó, ông chuyến tới New York, sống nhờ công việc tạm thời như vận chuyển giấy và làm sạch các chai lọ, ban đêm, ông nghiên cứu vật lý tại Viện Cooper Union. Sau một khoảng thời gian làm việc trong phường hội nhất định, ông ta bắt đầu cảm thấy hứng thú với công nghệ âm thanh mới như điện thoại, máy phát đĩa. Từ đó, ông đã phát minh ra một dạng được phát triển từ một loại bộ truyền điện thoại (một trong những dạng đầu tiên của ông phóng thanh). Bằng sáng chế đã được mua lại bởi the Bell Telephone Company (Công ty Điện thoại Bell). Nhưng vào ngày 27 tháng 2 năm 1901, Tòa án cấp Phúc thẩm Hoa Kỳ tuyên bố bằng sáng chế không được công nhận. Về sau, Berliner chuyển sang sinh sống ở Boston năm 1877 và làm việc tại the Bell Telephone Company cho đến năm 1883, ông quay lại Washington, D.C. và trở thành nhà nghiên cứu tư nhân. Emile Berliner trở thành công dân Mỹ năm 1881.

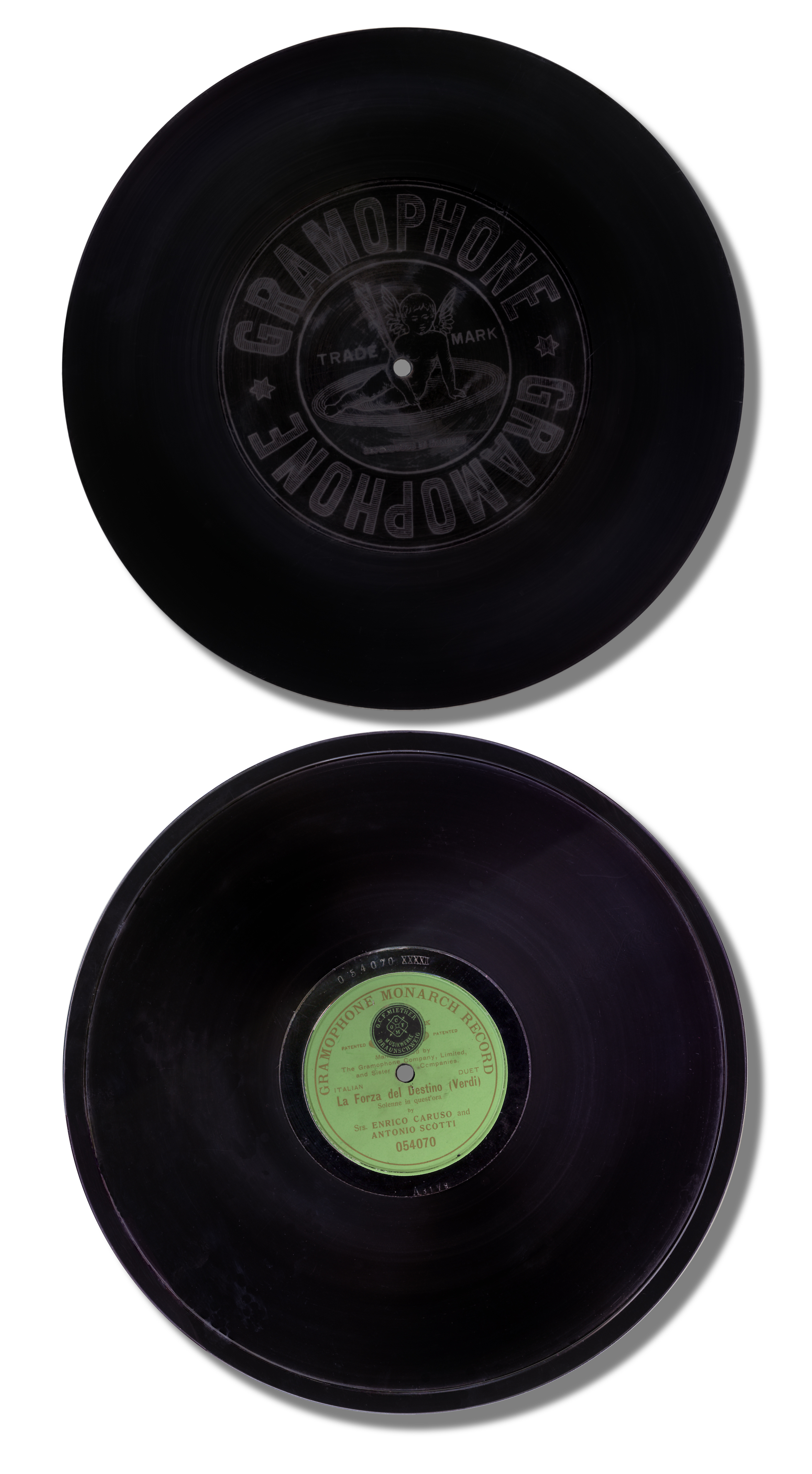
Record made in 1908 in Hanover, Germany by Emile Berliner's Gramophone Company

Năm 1886, Berliner bắt đầu thử nghiệm những phương pháp của việc ghi âm thanh. Ông đã được cấp bằng sáng chế đầu tiên cho thứ ông gọi là "máy hát" năm 1887. Máy quay đĩa đầu tiên ghi âm thanh bằng máy biến điệu thanh ngang trên máy quay đĩa hình trụ phủ một chất liệu với sức bền thấp như muội đèn, rồi sau đó phủ một lớp vecni và được sao chéo bằng sự quang khắc trên một đĩa thu hình trụ bằng kim loại. Phương pháp này giống với phương pháp được làm bởi máy của Edison. Năm 1888, Berliner phát minh ra phương pháp đơn giản hơn để thu âm bằng cách sử dụng đĩa. Trong vòng một vài năm sau, ông đã bán thành công công nghệ của ông cho những công ty đồ chơi. Tuy nhiên, ông hy vọng có thể phát triển thiết bị này xa hơn là chỉ đơn thuần là một thứ đồ chơi, và năm 1895 ông đã thuyết phục một nhóm doanh nhân tài trợ $25,000 để ông sáng lập ra công ty The Berliner Gramophone Company (Công ty Máy quay đĩa Berliner).